# Austrade

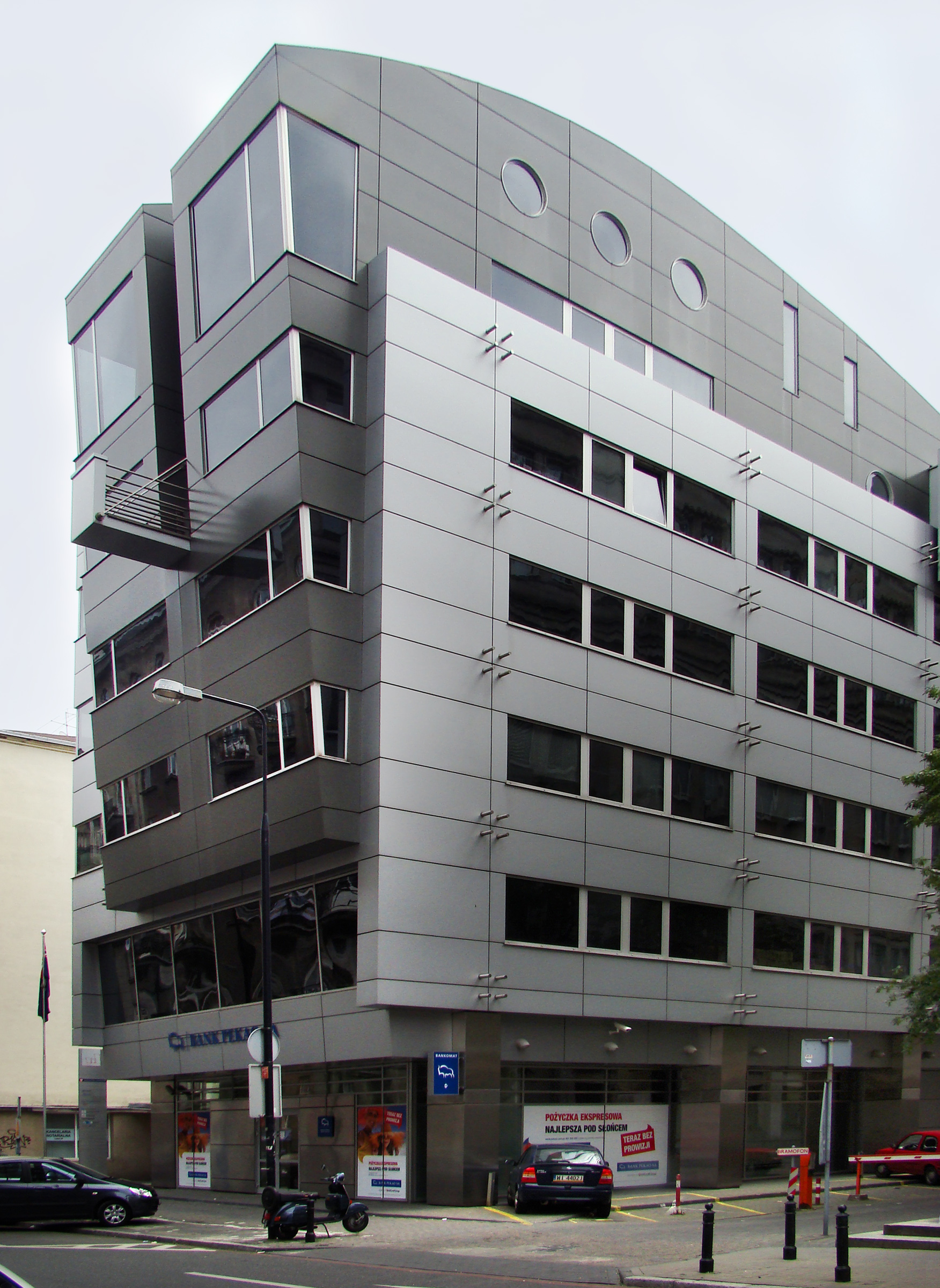
Byłe przedstawicielstwo Austrade w budynku byłej Ambasady Australii w Warszawie przy ul. Nowogrodzkiej 11

Austrade – Australijska Komisja Handlu (Australian Trade Commission - Austrade) wyspecjalizowana służba rozwoju handlu i inwestycji Ministerstwa Handlu Australii.
Pierwsi australijscy komisarze handlowi rozwijali kontakty handlowe na początku lat dwudziestych w Chinach. W 1986, na podstawie aktu parlamentarnego z 1985, powołano nowy niezależny organ ustawowy - Australijską Komisję Handlu (Australian Trade Commission - Austrade) łącząc kompetencje dotychczas istniejących instytucji:
- Służby Komisarzy Handlowych (Trade Commissioner Service),
- Departamentu Handlu (Department of Trade),
- Korporacji Rozwoju Zagranicznego (Overseas Development Corporation),
- Zarządu Finansowania Rozwoju Eksportu (Export Development Grants Board) oraz
- Korporacji Finansowania i Ubezpieczeń Eksportowych (Export Finance and Insurance Corporation),

Komisja utrzymuje sieć przedstawicielstw w ponad 100 lokalizacjach, i 55 krajach, w większości stanowiących wydziały handlowe ambasad lub konsulatów.